# الحوامدية
الحَوَامدِيَة، مدينة مصرية، تتبع محافظة الجيزة إداريًا. وتحدها مدينة البدرشين جنوباَ، ومدينة أبو النمرس شمالاَ، ومدينة حلوان على الضفة الشرقية للنيل، وتبعد 20 كم عن مدينة القاهرة.

## التسمية
يرجع تسميه «مدينة الحوامدية» إلى نزول أبناء الأمير حماد والذي يمتد نسبه إلى سيدنا علي بن أبي طالب إلى المنطقة والعيش بها حيث أن الحوامدة تعني أبناء حماد وهو ما أطلق على المنطقة بعد توافد ابناؤه للعيش بها،

## الموقع
تقع مدينة الحوامدية جنوب الجيزة وتقع مباشرة على نهر النيل يحدها من الجنوب مركز البدرشين ومن الشمال طموه والمنوات مركز أبو النمرس ومن الشرق نهر النيل ومن الغرب ترعة المريوطية وطريق سقارة السياحي وقرية أبو صير. البعد عن العاصمة: 18 كيلو متر (زمن الوصول حوالي 30 دقيقة).

## السكان
بلغ عدد سكان «مركز ومدينة الحوامدية» حسب التعداد المصري لعام 2017 نحو 190,847 نسمة منهم 98,945 ذكور و92260 إناث.
أما بحسب تقدير 2024 فبلغ عدد السكان نحو 209,825 نسمة.
| القرية أو المدينة                 | المساحة                            | السكان (تقدير 2016) |
| --------------------------------- | ---------------------------------- | ------------------- |
| مدينة الحوامدية «شياخة الحوامدية» | 12.09 كم٢ أو 2268.3 فدان           | 145٫354 نسمة        |
| قرية أم خنان                      | 4.25 كم٢ أو 1085 فدان              | 27٫523 نسمة         |
| قرية الشيخ عتمان                  | 2.33 كم٢ أو 560.7 فدان             | 10٫014 نسمة         |
| الإجمالي                          | 18.68 كم٢ (4548 فدان) أو 3914 فدان | 182,891 نسمة        |

## أشهر المناطق
- العزبة الغربية.
- العزبة الشرقية.
- عرب الساحة.
- عرب النعام.
- عرب التل.
- درب أبو سليمان.
- عرب شلهوب.
- منى الأمير.
- قرية أم خنان.
- قرية الشيخ عتمان.
- الهرماوية.
- أبولاشين.
- طريق 11.
- جسر المنوات.
- درب الشرابيه.
- شارع الجمهورية.
- شارع الصحافة.
- السهران.
- العطور.

## الاقتصاد

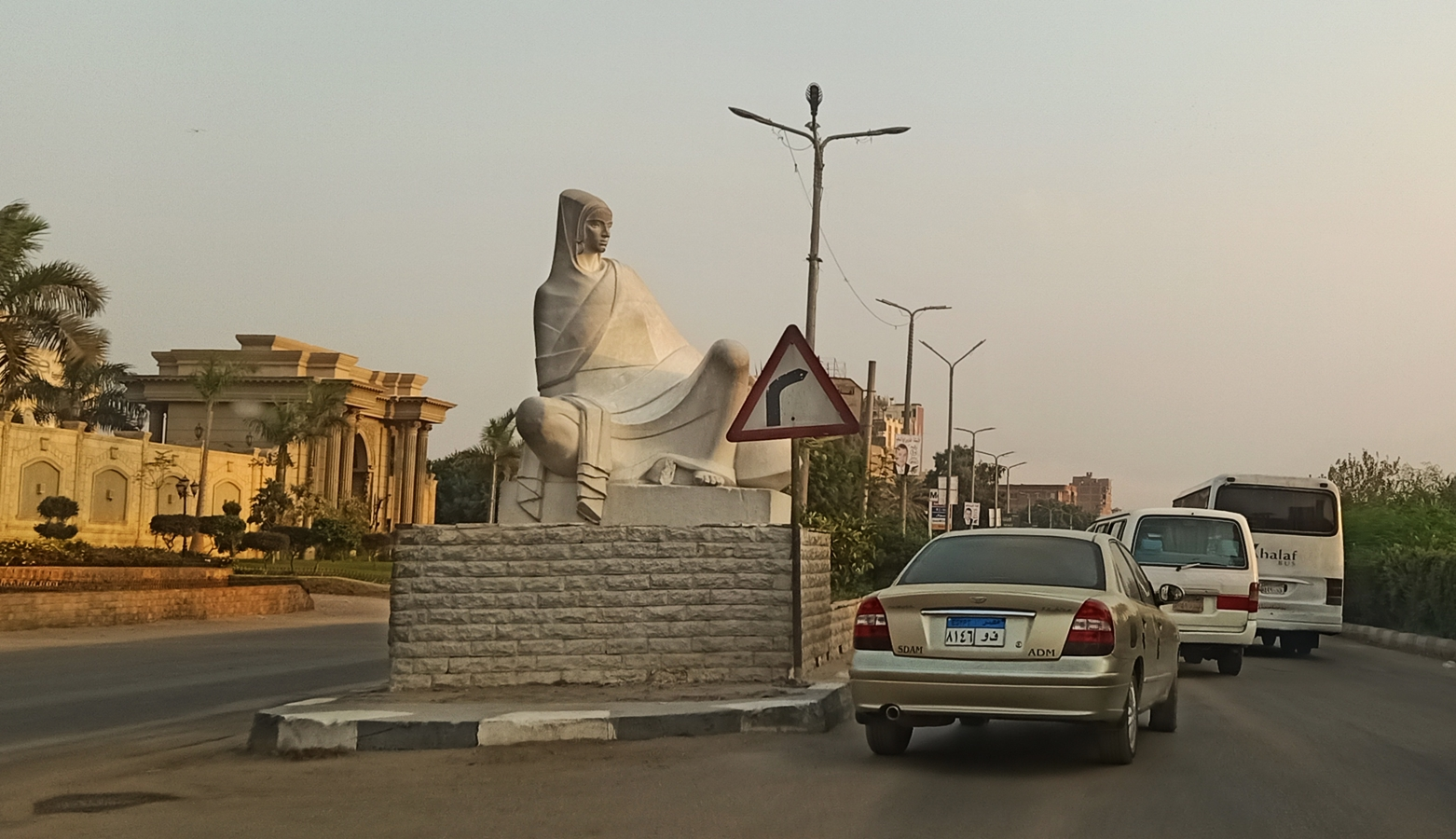
الحوامدية.

### القوى العاملة
موظفين، طلاب مدارس، طلاب جامعات، أعمال حرة، مهندسين، أطباء، تجار، وقليلا من الفلاحين. يوجد بالمدينة فرع لبنك الإسكندرية وكذلك فرع للبنك الأهلي وكذلك بنك التنمية وتعتبر من أهم المدن الموجودة في محافظة الجيزة من حيث النشاط الاقتصادي المتمثل في مصانع قطاع الأعمال العام (شركة السكر للصناعات التكاملية) كما أنها تطل مباشرة على نهر النيل وأيضا بمرور الطريق الزراعي (القاهرة أسوان) وأيضا محطة السكك الحديدة مما يؤهلها إلى أن تكون محطة لكل وسائل النقل للبضائع من وإلى محافظات الصعيد إلى العاصمة كما أنها لا تبعد عن وسط القاهرة سوى 18 كيلو متر مما يعطيها ميزة أنها لا يوجد بها أي تكدّس للمرور. وتستغل شركة السكر هذه المميزات لنقل ومنتجاتها عبر الثلاث محاور السابقة.

### الصناعة
مصانع
مصنع السكر والصناعات التكاملية بالحوامدية، وهو مصنع ضخم لتكرير السكر وواحد من أكبر المصانع بمصر والشرق الأوسط ويحتوي على عدة مصانع داخله مثل فينوس والكيماويات النقل والمعدات ومصنع قسمة والشبراويشي للعطور والزيوت. وشركة سي كينج للسياحة للحج والعمرة أمام القسم القديم.

### التجارة
تضم عدد كبير من المحلات التجارية الكبرى وبالأخص في شوارع الجمهورية والصحافة وسعد زغلول وشارع مسجد العمال، كما تشتهر قرية أم خنان بتجارة الذهب.

### الزراعة
كانت مدينة الحوامدية تعتمد على الزراعة في الماضي ولكن مع التطور الصناعي انتهت تقريباً الزراعة في مدينة الحوامدية إلا قدر ضئيل وذلك بسبب البناء على معظم الأراضي الزراعية.

## التعليم
يوجد العديد من المدارس والمعاهد الأزهرية بمدينة الحوامدية مثل مجمع التدريب المهني، مدرسة عمر بن الخطاب الرسمية لغات ومدرسة شركة السكر الإعدادية ومدرسة الحوامدية الإعدادية بنات ومدرسة شركة السكر الابتدائية ومدرسة عرب الساحة الإبتدائية ومدرسة الحوامدية الإعدادية المشتركة ومدرسة منى الأمير الابتدائية، ومدرسة الحوامدية الثانونية بنين ومدرسة الحوامدية الثانوية بنات ومدرسة زكرى إدريس الابتدائية ومدرسة الشيخ عتمان الابتدائية ومدرسة الوحدة المجمعة بأم خنان والمعهد الديني الأزهرى بنات والمعهد الديني الأزهرى بنين.

## العمارة
تتميز المباني بمدينة الحوامدية معظمها من المسلح والطوب الأحمر ويوجد برج البطل الذي يووجد به مكتب التأمينات كما يوجد مكتب الشهر والتوثيق لمدينة الحوامدية ومكتب صحة الحوامدية بشارع الكوبري ويوجد بها السجل المدني في العزبة الشرقية ومن أشهر المساجد مسجد محمد أحمد عبد السلام بشارع الجمهورية ومسجد أصحاب اليمين بشارع سعد زغلول ومسجد المركز الطبي ومسجد العمال بالعزبة الشرقية كما يوجد بها ثاني أقدم كنيسة في مصر وهي كنيسة الأمير تادرس الشطبي وكنيسة السيدة العذراء والملاك.

## المواصلات المباشرة
السكك الحديدية، أتوبيسات رقم 120 من وإلى جامعة القاهرة وأتوبيس 982 من وإلى رمسيس، موقف ميكروباص المنيب، عبارة الحوامدية إلى المعصرة.

## الأندية الرياضية
- نادي الساحة الشعبية.
- نادي شركة السكر.
- نادي أم خنان.
- نادي الشيخ عثمان.
- مركز شباب منى الأمير.

## الشوارع الرئيسية
- ش الثورة.
- شارع ابو حمودة

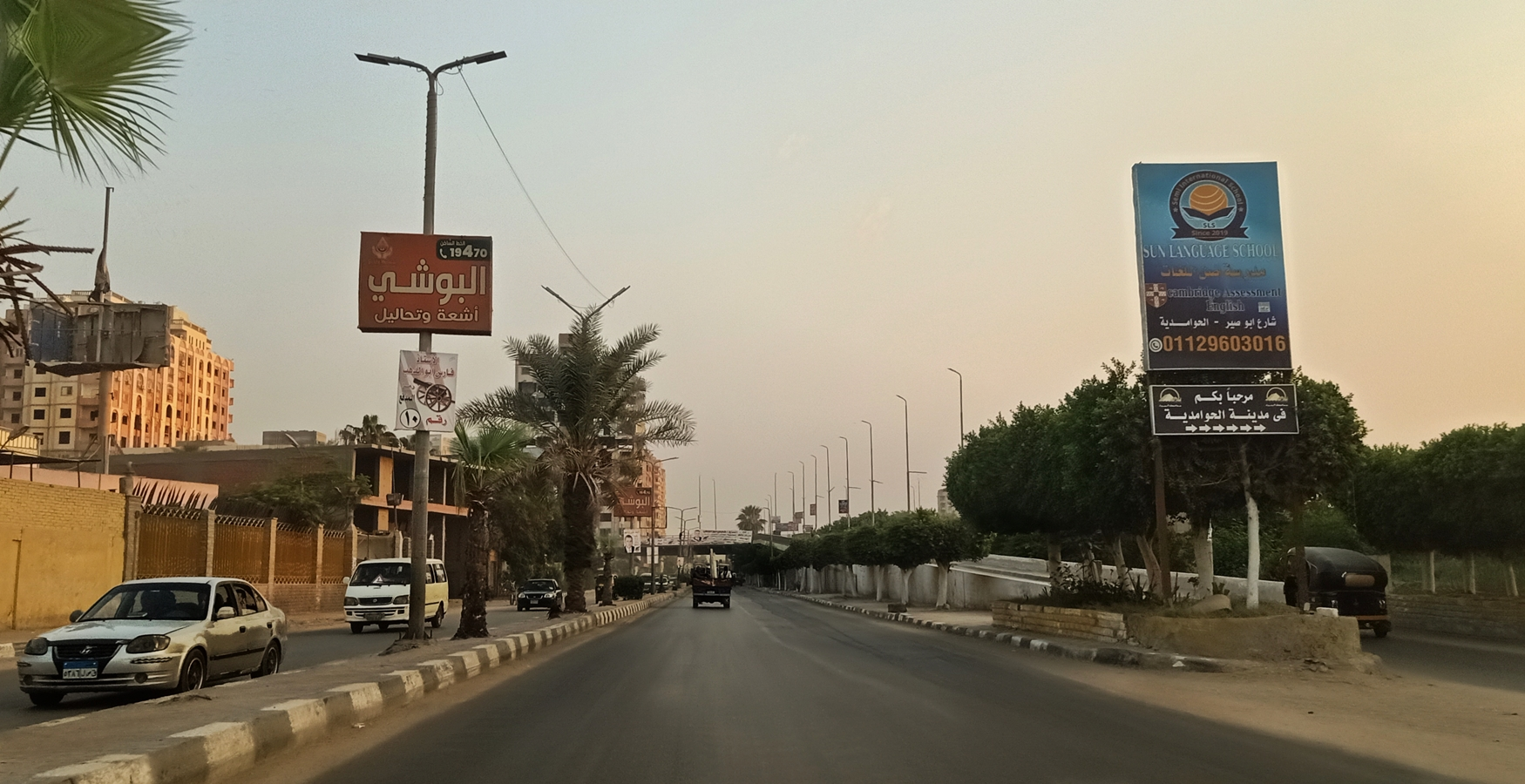
أحد مداخل المدينة.

- ش الشيخ محمد متولي الشعراوي (طراد النيل سابقاً).
- ش مسجد أبوهريش.
- ش المخبز الالي.
- ش الجمهورية.
- ش الصحافة.
- شارع الساحة.
- ش صلاح سالم.
- ش سعد زغلول.
- شارع جسر المنوات.
- شارع بين البلدين الشيخ عثمان.
- شارع طراد النيل ودرب النحاسين.

## المرافق
بها محطة مياه شرب، وبها كوبري الحوامدية العلوي وكوبري علوي علي طريق مصر أسيوط و3 كباري مشاة.